# Rajd motocyklowy Radzymin – Zegrze – Struga

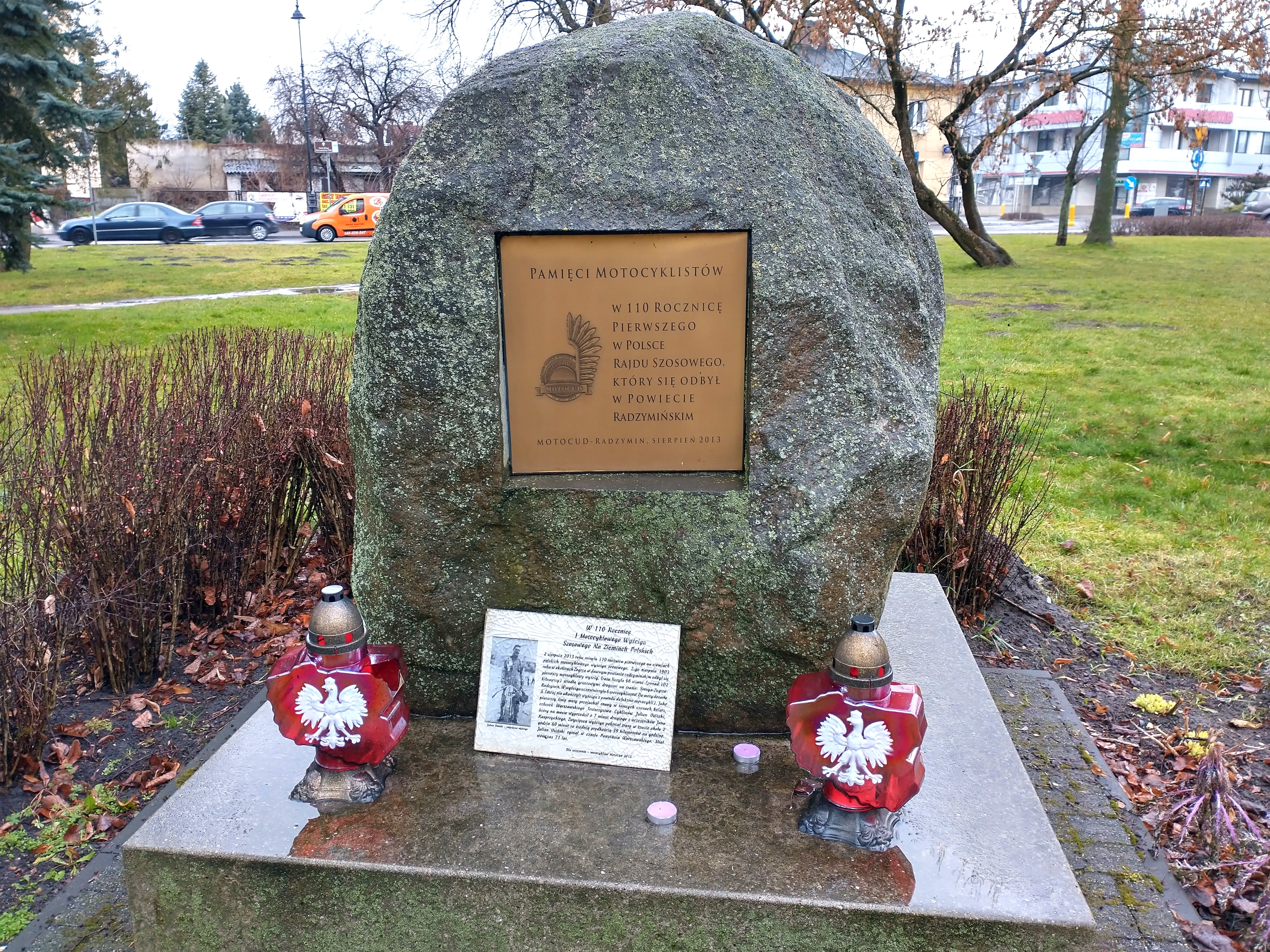
Pomnik rajdu na Rynku w Radzyminie

Rajd motocyklowy Radzymin – Zegrze – Struga – szosowy rajd motocyklowy, który odbył się 2 sierpnia 1903 na odcinku z Radzymina przez Zegrze do Strugi (części wsi Somianka). Był to pierwszy wyścig motocyklowy w historii polskiego sportu motorowego.
Trasa zawodów liczyła 96 wiorst, czyli około 102 kilometrów i wiodła drogami gruntowymi. Wzięło w nich udział sześciu zawodników, z czego do mety dotarło tylko czterech (pozostałym dwóm zdefektowały motocykle). Zwyciężył Julian Osiński, znany wówczas kolarz, członek Warszawskiego Towarzystwa Cyklistów, z czasem około 2:40 godziny (średnio 39 km/h). Sportowiec ten poległ później w powstaniu warszawskim. Siedem minut po nim na mecie zameldował się Jan Kasprzycki.
W 2013, w 110. rocznicę zawodów, na radzymińskim Rynku wystawiono pomnik upamiętniający wydarzenie w formie głazu pamiątkowego.